# Arrowhead Stadion
Az Arrowhead Stadium amerikai futball stadion Kansas City-ben, a National Football League-ben szereplő Kansas City Chiefs otthona. 2021 március óta a stadion hivatalos neve GEHA Field at Arrowhead Stadium.
Része a Truman sportkomplexumnak, a Kauffman Stadionnal együtt, ami a Kansas City Royals-nek (Major League Baseball) ad otthont. Az Arrowhead befogadóképessége 76 416 fő, amivel az Egyesült Államok 27. legnagyobb és Missouri legnagyobb stadionja. 2010-ben $375 millió dollárért újították fel. Több mérkőzést is fognak itt rendezni a 2026-os labdarúgó-világbajnokságon.

## Labdarúgás
| Dátum               | Győztes csapat      | Végeredmény | Vesztes csapat    | Kiírás                           | Nézőszám |
| ------------------- | ------------------- | ----------- | ----------------- | -------------------------------- | -------- |
| 1999. október 7.    | Egyesült Államok    | 6–0         | Finnország        | Barátságos mérkőzés              | 36 405   |
| 2000. augusztus 20. | Egyesült Államok    | 1–1         | Kanada            | Barátságos mérkőzés              | 21 246   |
| 2001. április 25.   | Egyesült Államok    | 1–0         | Costa Rica        | 2002-es világbajnokság-selejtező | 37 319   |
| 2003. október 22.   | Egyesült Államok    | 2–2         | Olaszország       | Barátságos mérkőzés              | 18 263   |
| 2004. október 16.   | Egyesült Államok    | 1–0         | Mexikó            | Barátságos mérkőzés              | 20 435   |
| 2010. július 25.    | Kansas City Wizards | 2–1         | Manchester United | Barátságos mérkőzés              | 52 424   |
| 2015. március 31.   | Mexikó              | 1–0         | Paraguay          | Barátságos mérkőzés              | 38 114   |